# Medalla Bruce
La Medalla Bruce, cuyo nombre oficial en inglés es Catherine Wolfe Bruce Gold Medal, es un premio otorgado anualmente por la Sociedad Astronómica del Pacífico por contribuciones sobresalientes a la astronomía.
La idea de su creación provino de su presidente fundador, Edward S. Holden, quien en 1897 la concibió como una manera de premiar a los mejores trabajos en el campo de la astronomía. Sin embargo, no contaba con financiación para llevar a cabo su proyecto, y se la solicitó a la filántropa Catherine Wolfe Bruce, quien ya había contribuido en anteriores ocasiones con donaciones. Fue ella la que sugirió que no se otorgase al mejor trabajo de un año "ya que algunos años no habrá trabajos notables", si no por la trayectoria de la persona, y quien la convirtió en un premio internacional "de acuerdo con el generoso espíritu de la astronomía". Entre sus normas, ya se estableció que podrían ser premiadas "ciudadanos de cualquier país y personas de ambos sexos", aunque no se premió a una mujer hasta 1982, cuando Margaret Burbidge consiguió el galardón, a pesar de que ya en 1901 estuvo nominada Williamina Fleming.
Aunque en sus comienzos las candidaturas las presentaban los directores de tres observatorios estadounidenses y tres de otros países, en la actualidad cualquier profesional de la astronomía puede nominar a otro u otra.

## Premiados
- 1898, Simon Newcomb
- 1899, Arthur Auwers
- 1900, David Gill
- 1902, Giovanni Schiaparelli
- 1904, William Huggins
- 1906, Hermann Carl Vogel
- 1908, Edward Charles Pickering
- 1909, George William Hill
- 1911, Henri Poincaré
- 1913, Jacobus Kapteyn
- 1914, Oskar Backlund
- 1915, William Wallace Campbell
- 1916, George Ellery Hale
- 1917, Edward Emerson Barnard
- 1920, Ernest William Brown
- 1921, Henri-Alexandre Deslandres
- 1922, Frank Watson Dyson
- 1923, Benjamin Baillaud
- 1924, Arthur Eddington
- 1925, Henry Norris Russell
- 1926, Robert Grant Aitken
- 1927, Herbert Hall Turner
- 1928, Walter Sydney Adams
- 1929, Frank Schlesinger
- 1930, Max Wolf
- 1931, Willem de Sitter
- 1932, John S. Plaskett
- 1933, Carl Charlier
- 1934, Alfred Fowler
- 1935, Vesto Slipher
- 1936, Armin Leuschner
- 1937, Ejnar Hertzsprung
- 1938, Edwin Hubble
- 1939, Harlow Shapley
- 1940, Frederick H. Seares
- 1941, Joel Stebbins
- 1942, Jan Hendrik Oort
- 1945, Edward Arthur Milne
- 1946, Paul Merrill
- 1947, Bernard Lyot
- 1948, Otto Struve
- 1949, Harold Spencer Jones
- 1950, Alfred H. Joy
- 1951, Marcel Minnaert
- 1952, Subrahmanyan Chandrasekhar
- 1953, Harold D. Babcock
- 1954, Bertil Lindblad
- 1955, Walter Baade
- 1956, Albrecht Unsöld
- 1957, Ira S. Bowen
- 1958, William Wilson Morgan
- 1959, Bengt Strömgren
- 1960, Víktor Ambartsumián
- 1961, Rudolph Minkowski
- 1962, Grote Reber
- 1963, Seth Barnes Nicholson
- 1964, Otto Heckmann
- 1965, Martin Schwarzschild
- 1966, Dirk Brouwer
- 1967, Ludwig Biermann
- 1968, Willem Jacob Luyten
- 1969, Horace W. Babcock
- 1970, Fred Hoyle
- 1971, Jesse Greenstein
- 1972, Iósif Shklovsky
- 1973, Lyman Spitzer
- 1974, Martin Ryle
- 1975, Allan R. Sandage
- 1976, Ernst Öpik
- 1977, Bart Bok
- 1978, Hendrik C. van de Hulst
- 1979, William Alfred Fowler
- 1980, George Herbig
- 1981, Riccardo Giacconi
- 1982, Margaret Burbidge
- 1983, Yakov Borisovich Zel'dovich
- 1984, Olin C. Wilson
- 1985, Thomas George Cowling
- 1986, Fred L. Whipple
- 1987, Edwin Salpeter
- 1988, John G. Bolton
- 1989, Adriaan Blaauw
- 1990, Charlotte Moore Sitterly
- 1991, Donald Osterbrock
- 1992, Maarten Schmidt
- 1993, Martin Rees
- 1994, Wallace Sargent
- 1995, Philip James Edwin Peebles
- 1996, Albert E. Whitford
- 1997, Eugene Parker
- 1998, Donald Lynden-Bell
- 1999, Geoffrey Burbidge
- 2000, Rashid Sunyaev
- 2001, Hans Bethe
- 2002, Bohdan Paczynski
- 2003, Vera Rubin
- 2004, Chushiro Hayashi
- 2005, Robert Kraft
- 2006, Frank J. Low
- 2007, Martin Harwit
- 2008, Sidney van den Bergh
- 2009, Frank Shu
- 2010, Gerry Neugebauer
- 2011, Jeremiah Ostriker
- 2012, Sandra Moore Faber
- 2013, James E. Gunn
- 2014, Kenneth Kellermann
- 2015, Douglas N. C. Lin
- 2016, Andrew Fabian
- 2017, Nick Scoville
- 2018, Timothy Heckman
- 2019, Martha P. Haynes
- 2023, Marcia J. Rieke